# I som här inträden (film)
I som här inträden är en svensk dramafilm från 1945 i regi av Arne Mattsson. Filmen bygger på romanen I som här inträden av Astrid Väring från 1944. I huvudrollerna ses Georg Rydeberg och Irma Christenson.

## Handling
Berättelsen bygger på ett svartsjukedrama, där Tomas Eckert är otrogen och den likaledes gifta älskarinnan avslöjar att hustrun är morfinist. För att hämnas på att Eckert gör slut, anklagar hon honom för våldtäkt, och saboterar för honom på hans arbete. När hustrun får höra talas om otroheten lämnar hon honom, och han blir förklarad psykiskt sjuk. Efter ett självmordsförsök hamnar han på mentalsjukhus. När han väl har skrivits in, vägrar läkare att friskförklara honom.

## Om filmen
Filmen premiärvisades den 2 november 1945 på biograf Olympia vid Birger Jarlsgatan i Stockholm. Inspelningen av filmen utfördes vid Centrumateljéerna i Stockholm av Sten Dahlgren. Som förlaga har man Astrid Värings roman I som här inträden från 1944. Redan vid förarbetet till filmen började stridigheter med läkare på Beckomberga och Ulleråker som anlitats för vetenskapligt stöd vid vissa ömtåliga scener. Läkarna tog avstånd från manuskriptet och vägrade att medverka. Några sammanslutningar inom sjukvårdsområdet skrev gemensamt till kunglig majestät med en anhållan om att filmen inte skulle få visas offentligt samt att exportförbud skulle utfärdas. Detta försenade premiären med några veckor.
I som här inträden har visats i SVT, bland annat i januari 2022 och i april 2024.

## Rollista i urval
- Georg Rydeberg – Tomas Eckert, notarie
- Irma Christenson – Nea, hans hustru, före detta sjuksköterska
- Ingrid Borthen – Märta Palm
- Ingrid Backlin – Karin, sjuksköterska
- Georg Funkquist – Gunnar Palm, assessor, Märtas man
- Erik Berglund – Mattsson, Neas läkare
- Gunnar Björnstrand – Hagman, patient
- Björn Berglund – Linton, underläkare
- Åke Claesson – Karling, överläkare
- Anders Nyström – Jan, Tomas och Neas son
- David Erikson – Artur Dahlberg, redaktör, ledamot av sjukhusstyrelsen
- Peter Höglund – Bohlin, vårdare
- Sven Magnusson – Berg, vårdare
- Tom Walter – patient, kallas Käringen mot strömmen
- Nils Hallberg – den straffriförklarade
- John Elfström – Johansson, patient
- Tord Stål – sinnessjuknämndens ordförande
- Linnea Hillberg – fru Bergström, ledamot av sinnessjuknämnden

## Musik i filmen
- "Med en enkel tulipan", kompositör Jules Sylvain, text Sven Paddock, sång Georg Rydeberg och Anders Nyström
- "Jag vet ett litet hotell", kompositör Jules Sylvain, text Jokern, instrumental
- "Etyd", piano, op. 10. Nr 3, E-dur, kompositör Frédéric Chopin, framförs på piano av okänd pianist
- "The Pearly White City" (Den vita staden), kompositör och engelsk text Arthur F. Ingler, framförs på svenska av okänd sångerska
- "Sonat", piano, nr 8, op. 13, c-moll, "Pathétique" (Pathétique), kompositör Ludwig van Beethoven, framförs på piano av okänd pianist